# Водопад Сига
Водопад Сига се налази у источној Србији, у атару села Плавчево, у општини Кучево, на само 5 минута од пећине Церемошње.

## Одлике
Водопад се налази одмах испод извора реке Сига, која извире у подножју највишег Хомољског врха Велики Штубеј (940мнв). Водопад се шири у више малих токова који преко бигрене терасе теку наредних 30-ак метара каскадно, да би потом поново формирани нормалан ток реке Сига.
Водопад је крашког типа, а висина каскада са којих се обрушава вода је 20 до 30 метара.
Водопад је најактивнији у пролеће, а у лето често пресуши.